# Incerta glòria
Pour plus de détails, voir Fiche technique et Distribution.
Incerta glòria (litt. en français : Gloire incertaine) est un film catalan d'Agustí Villaronga sorti en 2017, dont le sujet se rapporte à la guerre d'Espagne et à ses conséquences sur les personnes engagées dans cette guerre.

## Synopsis
Durant la guerre d'Espagne, trois amis et camarades, soldats républicains espagnols luttant sur le Front d'Aragon en 1937, tombent amoureux de la même femme.

## Présentation
Le film est inspiré du livre Gloire incertaine de l'écrivain Joan Sales publié en 1956, qui est l'une des oeuvres qui brise le tabou, à l'époque, de la guerre d'Espagne.
Il est produit par Isona Passola, ainsi, notamment, par la chaîne publique catalane TV3 et le réseau Netflix au niveau international.
Le film a d'abord été tourné à l'Hôpital de Sant Pau de Barcelone, puis en Aragon, notamment dans les communes de Sarineña, Angüés et Castejón de Monegros.

## Fiche technique
Sauf indication contraire, les informations mentionnées dans cette section peuvent être confirmées par la base de données cinématographiques IMDb,  présente dans la section « Liens externes ».
- Titre : Incerta glorià
- Réalisation : Agustí Villaronga
- Scénario : Agustí Villaronga et  Coral Cruz, d'après le roman Incerta glorià de Joan Soles
- Musique : Marcús Jgr
- Photographie :Josep M. Civit
- Montage :Raúl Román
- Production :Isona Passola
- Société de production : La Perifèrica Producccions, Televisió de Catalunya, Netflix et Turkana Films
- Pays de production :  Espagne
- Genre : Drame
- Durée : 115 minutes
- Dates de sortie : 2017

## Distribution
- Núria Prims : Carlana
- Marcel Borràs : Lluís
- Oriol Pla : Soleràs[7]
- Bruna Cusí : Trini
- Roger Casamajor : un anarchiste

## Distinctions
- 2018 au cinéma :
- 10e édition du Festival international du cinéma en catalan : mention spéciale du jury.
- Prix Gaudí:
  - Meilleure actrice féminine : Núria Prims
  - Meilleur acteur dans un second rôle : Oriol Pla
  - Meilleure direction artistique : Aleix Castellón
  - Meilleure photographie: Josep Maria Civit
  - Meilleurs costumes : Mercè Paloma
  - Meilleur maquillage: Alma Casal
  - Meilleur son : Ricard Galceran, Fernando Novillo et Xavier Mas
  - Meilleurs effets spéciaux : Bernat Aragonès et Lolo Lopez Egea